# Appellationshof Kassel
Der Appellationshof Kassel oder Appellationshof Cassel (französisch Cour d'appel de Cassel) war ein oberstes Gericht des Königreichs Westphalen mit Sitz in Kassel.

## Geschichte
1807 ging das Kurfürstentum Hessen unter und es ging im napoleonischen Königreich Westphalen auf. Das Justizwesen im Königreich Westphalen brach mit den alten Strukturen. So wurde auch das Oberappellationsgericht Kassel abgeschafft. Als oberstes Gericht diente nun der Appellationshof Kassel (neben dem Kassationsgericht (Staatsrat); ab 1810 kam der Appellationshof Celle hinzu).
Der Appellationshof Kassel war zuständig für Appellationen gegen Urteile von Gerichten in den Departements der Fulda, des Harzes, der Leine, der Saale und der Werra. Der Appellationshof bestand aus drei Kammern, an deren Spitze jeweils ein Präsident stand. Die beiden ersten Kammern hatten zusätzlich sechs, die dritte fünf Räte. Die Präsidenten der peinlichen Gerichtshöfe (Kriminalgerichte) der einzelnen Departements waren gleichzeitig Appellationsgerichtshofsräte. Der General-Prokurator war der ersten Sektion (Kammer) zugeordnet. Der erste Präsident erhielt ein Gehalt von 12000 Franken, die anderen Präsidenten 9.000, Richter erster Klasse 7.000 und Richter zweiter Klasse 6.000 Franken. Jährlich wechselten je zwei Richter aus einer Sektion in eine andere.
1813 wurde das Kurfürstentum Hessen wieder hergestellt. Damit verbunden war die Beseitigung der Institutionen des Königreichs Westphalen und die Wiederherstellung der vorherigen Institutionen und Gesetze. Damit entstand das Oberappellationsgericht Kassel neu und der Appellationshof Kassel wurde aufgelöst.

## Richter am Appellationshof Kassel
- Viktor Friedrich A. Gottlieb Ritter von Biedersee[4] (Präsident)
- Wilhelm August von Meyerfeld[5] (Sektionspräsident)
- von Motz (Sektionspräsident)